# Alfara de la Baronia
Alfara de la Baronia (em valenciano e oficialmente) ou Alfara de la Baronía (em castelhano), anteriormente denominado Alfara d'Algímia, é um município da Espanha na província de Valência, Comunidade Valenciana. Tem 11,7 km² de área e em 2021 tinha 590 habitantes (densidade: 50,4 hab./km²).
O nome de Alfara d'Algimia foi mudado para Alfara de la Baronia por meio de um referendo celebrado em março de 2009 entre os moradores do município  Com 51% de participação, mais de 80% dos eleitores escolheram o nome, que finalmente foi ratificado pela Academia Valenciana da Língua.

## Demografia
| Variação demográfica do município entre 1991 e 2004 | Variação demográfica do município entre 1991 e 2004 | Variação demográfica do município entre 1991 e 2004 | Variação demográfica do município entre 1991 e 2004 |
| --------------------------------------------------- | --------------------------------------------------- | --------------------------------------------------- | --------------------------------------------------- |
| 1991                                                | 1996                                                | 2001                                                | 2004                                                |
| 527                                                 | 509                                                 | 490                                                 | 487                                                 |